# Allobates bromelicola
Allobates bromelicola е вид земноводно от семейство Aromobatidae.

## Разпространение
Видът е разпространен във Венецуела.